# No Money
No Money è un singolo del duo musicale svedese Galantis, pubblicato il 31 marzo 2016.

## Tracce
- Download digitale

1. No Money – 3:09

- Remix

1. No Money – Curbi Remix – 3:42
2. No Money – MOTi Remix – 4:22
3. No Money – Dillon Francis Remix – 4:41
4. No Money – Lucky Charmes Remix – 4:04
5. No Money – Chet Porter Remix – 3:05
6. No Money – Wuki Remix – 3:12

## Classifiche

### Classifiche settimanali
| Classifica (2016) | Posizione massima |
| ----------------- | ----------------- |
| Australia         | 6                 |
| Austria           | 9                 |
| Belgio (Fiandre)  | 22                |
| Belgio (Vallonia) | 2                 |
| Canada            | 51                |
| Danimarca         | 9                 |
| Finlandia         | 6                 |
| Francia           | 64                |
| Germania          | 10                |
| Irlanda           | 6                 |
| Italia            | 15                |
| Norvegia          | 1                 |
| Nuova Zelanda     | 16                |
| Paesi Bassi       | 6                 |
| Polonia           | 11                |
| Portogallo        | 17                |
| Regno Unito       | 4                 |
| Repubblica Ceca   | 3                 |
| Spagna            | 10                |
| Stati Uniti       | 88                |
| Svezia            | 4                 |
| Svizzera          | 13                |

### Classifiche di fine anno
| Classifica (2016) | Posizione |
| ----------------- | --------- |
| Australia         | 58        |
| Austria           | 33        |
| Belgio (Fiandre)  | 67        |
| Belgio (Vallonia) | 32        |
| Danimarca         | 50        |
| Francia           | 127       |
| Germania          | 37        |
| Paesi Bassi       | 32        |
| Svezia            | 27        |
| Svizzera          | 42        |